# 1962年體育
请参看：
- 1962年
- 1962年电影
- 1962年文学
- 1962年音乐
- 1962年体育
- 1962年电视
- 1962年台灣

1962年重要國際體育賽事包括：
- 第七屆世界盃足球賽；5月30日至6月17日於智利舉行

## 體育大事

### 4月至6月
- 6月17日——巴西以三比二擊敗捷克斯洛伐克第二次奪得世界盃足球賽冠軍。